# Javier Delgado
Javier Omar Delgado Papariello (Montevideo, 8 luglio 1975) è un ex calciatore uruguaiano, di ruolo centrocampista.

## Palmarès

### Club

#### Competizioni nazionali
- Campionato uruguaiano: 1

Nacional: 2005-2006
- Liguilla Pre-Libertadores de América: 1

Nacional: 2006-2007